# Torneo Apertura 2011 (Venezuela)
El Torneo Apertura de la Primera División Venezolana 2011/12 (conocida como Copa Movilnet por motivos de patrocinio), es el primero de los dos torneos de la temporada 2011/12 de la primera división venezolana de fútbol.

## Aspectos generales

### Modalidad
El torneo se juega con el formato "todos contra todos" en una rueda (17 fechas), en los que participan dieciocho equipos. El campeón será el que sume más puntos durante las 17 fechas. Los campeones de los dos torneos (Apertura y Clausura) se enfrentan en una final a partidos de ida y vuelta para definir al Campeón Nacional quien se lleva el título de Liga es decir, la estrella de la temporada. La clasificación a la Copa Libertadores de América, corresponden al ganador del Torneo Apertura.

### Equipos participantes
| Equipo | Equipo                            | Entrenador                                 | Entrenador         | Ciudad          | Estadio                       | Capacidad |
| ------ | --------------------------------- | ------------------------------------------ | ------------------ | --------------- | ----------------------------- | --------- |
|        | Deportivo Lara                    | Bandera de Venezuela                       | Eduardo Saragó     | Cabudare        | Estadio Metropolitano de Lara | 45.312    |
|        | Aragua Fútbol Club                | Bandera de Argentina                       | Raúl Cavalleri     | Maracay         | Olímpico Hermanos Ghersi      | 16.000    |
|        | Atlético El Vigía Fútbol Club     | Bandera de Venezuela                       | Rodin Duque        | El Vigía        | Ramón Hernández               | 12.765    |
|        | Carabobo Fútbol Club              | Bandera de Venezuela                       | Alberto Valencia   | Valencia        | Polideportivo Misael Delgado  | 10.400    |
|        | Caracas Fútbol Club               | Bandera de Venezuela                       | Ceferino Bencomo   | Caracas         | Olímpico de la UCV            | 21.900    |
|        | Club Deportivo Mineros de Guayana | Bandera de Uruguay · Bandera de Venezuela  | Carlos Maldonado   | Ciudad Guayana  | CTE Cachamay                  | 41.300    |
|        | Deportivo Anzoátegui Sport Club   | Bandera de Venezuela                       | Daniel Farías      | Puerto La Cruz  | José Antonio Anzoátegui       | 40.000    |
|        | Deportivo Petare Fútbol Club      | Bandera de España · Bandera de Venezuela   | Manuel Plasencia   | Caracas         | Olímpico de la UCV            | 21.900    |
|        | Deportivo Táchira Fútbol Club     | Bandera de Colombia                        | Manuel Contreras   | San Cristóbal   | Polideportivo de Pueblo Nuevo | 38.755    |
|        | Estudiantes de Mérida Fútbol Club | Bandera de Venezuela                       | José de Jesús Vera | Mérida          | Metropolitano de Mérida       | 42.200    |
|        | Llaneros de Guanare Fútbol Club   | Bandera de Venezuela                       | Miguel Acosta Jr.  | Guanare         | Rafael Calles Pinto           | 13.000    |
|        | Monagas Sport Club                | Bandera de Colombia · Bandera de Venezuela | Eduardo Borrero    | Maturín         | Monumental de Maturín         | 52.000    |
|        | Real Esppor Club                  | Bandera de Venezuela                       | Charles López      | Caracas         | Brígido Iriarte               | 12.500    |
|        | Trujillanos Fútbol Club           | Bandera de Venezuela                       | Pedro Vera         | Valera          | José Alberto Pérez            | 14.000    |
|        | Tucanes de Amazonas Fútbol Club   | Bandera de Venezuela                       | Edson Tortolero    | Puerto Ayacucho | Antonio José de Sucre         | 10.000    |
|        | Yaracuyanos Fútbol Club           | Bandera de Venezuela                       | Saul Maldonado     | San Felipe      | Florentino Oropeza            | 10.000    |
|        | Zamora Fútbol Club                | Bandera de Venezuela                       | Julio Quintero     | Barinas         | Agustín Tovar                 | 28.500    |
|        | Zulia Fútbol Club                 | Bandera de Colombia · Bandera de Venezuela | Alex García        | Maracaibo       | José Encarnación Romero       | 46.000    |

## Clasificación
|                                            |     | Equipos de fútbol     | PJ | G  | E | P  | GF | GC | Dif | Pts | M             |
| ------------------------------------------ | --- | --------------------- | -- | -- | - | -- | -- | -- | --- | --- | ------------- |
|                                            | 1.  | Deportivo Lara        | 17 | 12 | 5 | 0  | 39 | 12 | +27 | 41  | Sin cambios   |
|                                            | 2.  | Caracas               | 17 | 11 | 3 | 3  | 27 | 13 | +14 | 36  | Crecimiento   |
|                                            | 3.  | Deportivo Petare      | 17 | 10 | 5 | 2  | 28 | 15 | +13 | 35  | Crecimiento   |
|                                            | 4.  | Deportivo Anzoátegui  | 17 | 9  | 3 | 5  | 16 | 11 | +5  | 30  | Sin cambios   |
|                                            | 5.  | Mineros de Guayana    | 17 | 8  | 4 | 5  | 21 | 22 | -1  | 28  | Crecimiento   |
|                                            | 6.  | Zulia                 | 17 | 7  | 6 | 4  | 28 | 20 | +8  | 27  | Decrecimiento |
|                                            | 7.  | Yaracuyanos           | 17 | 6  | 6 | 5  | 24 | 17 | +7  | 24  | Crecimiento   |
|                                            | 8.  | Zamora                | 17 | 5  | 8 | 4  | 23 | 19 | +4  | 23  | Sin cambios   |
|                                            | 9.  | Aragua                | 17 | 5  | 8 | 4  | 15 | 19 | -4  | 23  | Crecimiento   |
|                                            | 10. | Monagas               | 17 | 6  | 3 | 8  | 20 | 23 | -3  | 21  | Decrecimiento |
|                                            | 11. | Trujillanos           | 17 | 5  | 5 | 7  | 22 | 21 | +1  | 20  | Crecimiento   |
|                                            | 12. | Real Esppor           | 17 | 5  | 5 | 7  | 18 | 23 | -5  | 20  | Decrecimiento |
|                                            | 13. | Deportivo Táchira     | 17 | 5  | 5 | 7  | 14 | 21 | -7  | 20  | Decrecimiento |
|                                            | 14. | Atlético El Vigía     | 17 | 4  | 5 | 8  | 15 | 25 | -8  | 17  | Sin cambios   |
|                                            | 15. | Tucanes de Amazonas   | 17 | 3  | 4 | 10 | 21 | 30 | -9  | 13  | Sin cambios   |
|                                            | 16. | Llaneros de Guanare   | 17 | 2  | 7 | 8  | 18 | 28 | -10 | 13  | Sin cambios   |
|                                            | 17. | Estudiantes de Mérida | 17 | 1  | 8 | 8  | 15 | 37 | -22 | 11  | Sin cambios   |
|                                            | 18. | Carabobo              | 17 | 1  | 6 | 10 | 17 | 27 | -10 | 8   | Sin cambios   |
| Datos actualizados al: 3 de enero de 2012. |     |                       |    |    |   |    |    |    |     |     |               |

- Carabobo Fútbol Club pierde 1 punto por irregularidades ocurridas en las medidas de seguridad pertinentes en el partido entre los clubes Carabobo vs Aragua.

Pts = Puntos; PJ = Partidos Jugados; G = Partidos Ganados; E = Partidos Empatados; P = Partidos Perdidos; GF = Goles Anotados; GC = Goles Recibidos; Dif = Diferencia de goles; M = Movimiento respecto a la jornada anterior.
|  | Clasificado a la fase de grupos de la Copa Libertadores 2013 por haber salido campeón del Torneo Apertura.     |
|  | Clasificado a la segunda fase de la Copa Sudamericana 2012 por haber salido Campeón de la Copa Venezuela 2011. |

## Resultados
| Yaracuyanos FC      | 1:0 | Deportivo Anzoátegui  | Florentino Oropeza            | 11 de agosto | 4.918  |
| Caracas FC          | 1:0 | Trujillanos FC        | Olímpico de la UCV            | 13 de agosto | 13.093 |
| Deportivo Táchira   | 1:1 | ACD Lara              | Polideportivo de Pueblo Nuevo | 14 de agosto | 11.053 |
| Atlético El Vigía   | 3:2 | Deportivo Petare      | Ramón Hernández               | 14 de agosto | 1.705  |
| Tucanes de Amazonas | 1:3 | Zamora FC             | Antonio José de Sucre         | 14 de agosto | 7.700  |
| Aragua FC           | 0:2 | Monagas SC            | Olímpico Hermanos Ghersi      | 14 de agosto | 3.050  |
| Zulia FC            | 3:1 | Carabobo FC           | José Encarnación Romero       | 14 de agosto | 3.000  |
| Mineros de Guayana  | 1:0 | Real Esppor           | CTE Cachamay                  | 14 de agosto | 17.493 |
| Llaneros de Guanare | 1:1 | Estudiantes de Mérida | Rafael Calles Pinto           | 14 de agosto | 3.648  |

| Trujillanos FC        | 4:0 | Llaneros de Guanare | José Alberto Pérez                | 20 de agosto  | 3.155 |
| Deportivo Petare      | 1:0 | Deportivo Táchira   | Olímpico de la UCV                | 20 de agosto  | 1.903 |
| Monagas SC            | 3:2 | Tucanes de Amazonas | Monumental de Maturín             | 21 de agosto  | 4.745 |
| ACD Lara              | 1:0 | Zulia FC            | Estadio Metropolitano de Cabudare | 21 de agosto  | 4.357 |
| Estudiantes de Mérida | 1:1 | Mineros de Guayana  | Metropolitano de Mérida           | 21 de agosto  | 4.204 |
| Deportivo Anzoátegui  | 1:0 | Caracas FC          | José Antonio Anzoátegui           | 21 de agosto  | 9.000 |
| Aragua FC             | 0:3 | Yaracuyanos FC      | Olímpico Hermanos Ghersi          | 21 de agosto  | 1991  |
| Zamora FC             | 3:0 | Atlético El Vigía   | Agustín Tovar                     | 21 de agosto  | 6.450 |
| Real Esppor           | 0:2 | Carabobo FC         | Brígido Iriarte                   | 12 de octubre | 916   |

| Atlético El Vigía   | 2:0 | Monagas SC            | Ramón Hernández                   | 24 de agosto     | 1.740  |
| Zulia FC            | 0:1 | Deportivo Petare      | José Encarnación Romero           | 24 de agosto     | 1.304  |
| Mineros de Guayana  | 2:0 | Trujillanos FC        | CTE Cachamay                      | 24 de agosto     | 21.179 |
| Deportivo Táchira   | 0:0 | Zamora FC             | Polideportivo de Pueblo Nuevo     | 24 de agosto     | 7.647  |
| Caracas FC          | 2:0 | Yaracuyanos FC        | Olímpico de la UCV                | 24 de agosto     | 11.430 |
| Llaneros de Guanare | 0:1 | Deportivo Anzoátegui  | Rafael Calles Pinto               | 24 de agosto     | 4.108  |
| ACD Lara            | 4:0 | Real Esppor           | Estadio Metropolitano de Cabudare | 24 de agosto     | 5.689  |
| Tucanes de Amazonas | 0:1 | Aragua FC             | Antonio José de Sucre             | 24 de agosto     | 11.300 |
| Carabobo FC         | 2:2 | Estudiantes de Mérida | Polideportivo Misael Delgado      | 28 de septiembre | 4.683  |

| Tucanes de Amazonas   | 1:4 | Caracas FC          | Antonio José de Sucre    | 28 de agosto | 12.800           |
| Aragua FC             | 3:2 | Atlético El Vigía   | Olímpico Hermanos Ghersi | 28 de agosto | 1.052            |
| Deportivo Petare      | 3:4 | ACD Lara            | Olímpico de la UCV       | 28 de agosto | 2003             |
| Trujillanos FC        | 1:1 | Carabobo FC         | José Alberto Pérez       | 28 de agosto | 7.316            |
| Estudiantes de Mérida | 0:5 | Real Esppor         | Metropolitano de Mérida  | 28 de agosto | A Puerta Cerrada |
| Yaracuyanos FC        | 4:0 | Llaneros de Guanare | Florentino Oropeza       | 28 de agosto | 3.003            |
| Monagas SC            | 3:0 | Deportivo Táchira   | Monumental de Maturín    | 28 de agosto | 10.463           |
| Deportivo Anzoátegui  | 0:1 | Mineros de Guayana  | José Antonio Anzoátegui  | 28 de agosto | 7.700            |
| Zamora FC             | 1:1 | Zulia FC            | Agustín Tovar            | 28 de agosto | 6.800            |

| Real Esppor         | 1:1 | Trujillanos FC        | Brígido Iriarte                   | 9 de septiembre  | 524    |
| Carabobo FC         | 0:1 | Deportivo Anzoátegui  | Polideportivo Misael Delgado      | 10 de septiembre | 7.670  |
| Atlético El Vigía   | 1:1 | Tucanes de Amazonas   | Ramón Hernández                   | 11 de septiembre | 1.910  |
| Zulia FC            | 1:0 | Monagas SC            | José Encarnación Romero           | 11 de septiembre | 1.247  |
| Mineros de Guayana  | 1:1 | Yaracuyanos FC        | CTE Cachamay                      | 11 de septiembre | 25.402 |
| Deportivo Táchira   | 2:0 | Aragua FC             | Polideportivo de Pueblo Nuevo     | 11 de septiembre | 5.250  |
| Deportivo Petare    | 1:1 | Estudiantes de Mérida | Olímpico de la UCV                | 11 de septiembre | 1.466  |
| ACD Lara            | 4:0 | Zamora FC             | Estadio Metropolitano de Cabudare | 11 de septiembre | 8.456  |
| Llaneros de Guanare | 1:2 | Caracas FC            | Rafael Calles Pinto               | 12 de septiembre | 4.823  |

| Trujillanos FC       | 2:0 | Estudiantes de Mérida | José Alberto Pérez       | 17 de septiembre | 2.617            |
| Tucanes de Amazonas  | 1:2 | Deportivo Táchira     | Antonio José de Sucre    | 18 de septiembre | 15.040           |
| Aragua FC            | 1:4 | Zulia FC              | Olímpico Hermanos Ghersi | 18 de septiembre | 1.303            |
| Caracas FC           | 4:0 | Mineros de Guayana    | Olímpico de la UCV       | 18 de septiembre | 14.097           |
| Atlético El Vigía    | 2:1 | Llaneros de Guanare   | Ramón Hernández          | 18 de septiembre | 1.803            |
| Yaracuyanos FC       | 3:2 | Carabobo FC           | Florentino Oropeza       | 18 de septiembre | A Puerta Cerrada |
| Monagas SC           | 0:2 | ACD Lara              | Monumental de Maturín    | 18 de septiembre | 12.272           |
| Deportivo Anzoátegui | 0:0 | Real Esppor           | José Antonio Anzoátegui  | 18 de septiembre | 2.873            |
| Zamora FC            | 1:2 | Deportivo Petare      | Agustín Tovar            | 18 de septiembre | A Puerta Cerrada |

| Real Esppor           | 0:0 | Yaracuyanos FC       | Brígido Iriarte               | 24 de septiembre | 1.393            |
| Deportivo Petare      | 1:1 | Monagas SC           | Olímpico de la UCV            | 25 de septiembre | 2017             |
| ACD Lara              | 1:1 | Aragua FC            | Metropolitano de Cabudare     | 25 de septiembre | A Puerta Cerrada |
| Estudiantes de Mérida | 0:0 | Deportivo Anzoátegui | Metropolitano de Mérida       | 25 de septiembre | 1.807            |
| Carabobo FC           | 1:2 | Caracas FC           | Polideportivo Misael Delgado  | 25 de septiembre | 9.532            |
| Zulia FC              | 3:2 | Tucanes de Amazonas  | José Encarnación Romero       | 25 de septiembre | 1.500            |
| Deportivo Táchira     | 0:0 | Atlético El Vigía    | Polideportivo de Pueblo Nuevo | 25 de septiembre | 8.840            |
| Mineros de Guayana    | 2:1 | Llaneros de Guanare  | CTE Cachamay                  | 25 de septiembre | 14.652           |
| Zamora FC             | 3:1 | Trujillanos FC       | Agustín Tovar                 | 25 de septiembre | 3.111            |

| Caracas FC           | 2:0 | Real Esppor           | Olímpico de la UCV       | 1 de octubre | 14.191 |
| Deportivo Anzoátegui | 2:1 | Trujillanos FC        | José Antonio Anzoátegui  | 1 de octubre | 3.923  |
| Mineros de Guayana   | 2:0 | Deportivo Táchira     | CTE Cachamay             | 1 de octubre | 28.453 |
| Atlético El Vigía    | 1:1 | Zulia FC              | Ramón Hernández          | 2 de octubre | 2.475  |
| Tucanes de Amazonas  | 1:1 | ACD Lara              | Antonio José de Sucre    | 2 de octubre | 10.500 |
| Monagas SC           | 3:1 | Zamora FC             | Monumental de Maturín    | 2 de octubre | 4.906  |
| Llaneros de Guanare  | 1:0 | Carabobo FC           | Rafael Calles Pinto      | 2 de octubre | 4.010  |
| Yaracuyanos FC       | 5:1 | Estudiantes de Mérida | Florentino Oropeza       | 2 de octubre | 3.370  |
| Aragua FC            | 0:0 | Deportivo Petare      | Olímpico Hermanos Ghersi | 2 de octubre | 1.436  |

| ACD Lara              | 3:0 | Atlético El Vigía   | Metropolitano de Cabudare    | 14 de octubre | 1.787            |
| Carabobo FC           | 2:2 | Mineros de Guayana  | Polideportivo Misael Delgado | 15 de octubre | 3.222            |
| Deportivo Petare      | 1:0 | Tucanes de Amazonas | Olímpico de la UCV           | 16 de octubre | 3.020            |
| Trujillanos FC        | 2:2 | Yaracuyanos FC      | José Alberto Pérez           | 16 de octubre | 1.305            |
| Zulia FC              | 1:1 | Deportivo Táchira   | José Encarnación Romero      | 16 de octubre | 4.508            |
| Estudiantes de Mérida | 0:2 | Caracas FC          | Metropolitano de Mérida      | 16 de octubre | 3.318            |
| Deportivo Anzoátegui  | 2:0 | Monagas SC          | José Antonio Anzoátegui      | 16 de octubre | 2.937            |
| Zamora FC             | 2:2 | Aragua FC           | Agustín Tovar                | 16 de octubre | 4.292            |
| Real Esppor           | 3:2 | Llaneros de Guanare | Giuseppe Antonelli           | 18 de octubre | A Puerta Cerrada |

| Aragua FC           | 0:0 | Caracas FC            | Olímpico Hermanos Ghersi          | 22 de octubre | 4.155 |
| Atlético El Vigía   | 1:2 | Mineros de Guayana    | Ramón Hernández                   | 23 de octubre | 2.361 |
| Tucanes de Amazonas | 1:1 | Llaneros de Guanare   | Antonio José de Sucre             | 23 de octubre | 6.200 |
| Deportivo Petare    | 2:2 | Trujillanos FC        | Olímpico de la UCV                | 23 de octubre | 958   |
| Monagas SC          | 0:0 | Yaracuyanos FC        | Monumental de Maturín             | 23 de octubre | 5.539 |
| Zulia FC            | 1:1 | Real Esppor           | José Encarnación Romero           | 23 de octubre | 1.535 |
| Deportivo Táchira   | 2:1 | Carabobo FC           | Polideportivo de Pueblo Nuevo     | 23 de octubre | 3.091 |
| ACD Lara            | 3:1 | Estudiantes de Mérida | Estadio Metropolitano de Cabudare | 23 de octubre | 5.979 |
| Zamora FC           | 1:0 | Deportivo Anzoátegui  | Agustín Tovar                     | 23 de octubre | 4.598 |

| Carabobo FC           | 1:1 | Atlético El Vigía   | Polideportivo Misael Delgado | 29 de octubre | 2.357  |
| Real Esppor           | 2:0 | Deportivo Táchira   | Brígido Iriarte              | 29 de octubre | 4.649  |
| Yaracuyanos FC        | 0:0 | Zamora FC           | Florentino Oropeza           | 29 de octubre | 5.234  |
| Caracas FC            | 2:1 | Monagas SC          | Olímpico de la UCV           | 30 de octubre | 12.181 |
| Llaneros de Guanare   | 0:0 | Aragua FC           | Rafael Calles Pinto          | 30 de octubre | 2.440  |
| Estudiantes de Mérida | 2:2 | Zulia FC            | Metropolitano de Mérida      | 30 de octubre | 1.492  |
| Deportivo Anzoátegui  | 1:3 | Deportivo Petare    | José Antonio Anzoátegui      | 30 de octubre | 1.905  |
| Trujillanos FC        | 1:3 | ACD Lara            | José Alberto Pérez           | 30 de octubre | 2.935  |
| Mineros de Guayana    | 1:1 | Tucanes de Amazonas | CTE Cachamay                 | 30 de octubre | 16.695 |

| Atlético El Vigía   | 1:0 | Real Esppor           | Ramón Hernández               | 6 de noviembre | 2.843 |
| Tucanes de Amazonas | 1:0 | Carabobo FC           | Antonio José de Sucre         | 6 de noviembre | 7.600 |
| Deportivo Petare    | 1:0 | Yaracuyanos FC        | Olímpico de la UCV            | 6 de noviembre | 3.522 |
| ACD Lara            | 0:0 | Deportivo Anzoátegui  | Metropolitano de Cabudare     | 6 de noviembre | 9.472 |
| Zulia FC            | 1:0 | Trujillanos FC        | José Encarnación Romero       | 6 de noviembre | 2.159 |
| Monagas SC          | 1:1 | Llaneros de Guanare   | Monumental de Maturín         | 6 de noviembre | 2.159 |
| Aragua FC           | 1:0 | Mineros de Guayana    | Olímpico Hermanos Ghersi      | 6 de noviembre | 1.813 |
| Zamora FC           | 0:0 | Caracas FC            | Agustín Tovar                 | 6 de noviembre | 6.587 |
| Deportivo Táchira   | 3:0 | Estudiantes de Mérida | Polideportivo de Pueblo Nuevo | 1 de diciembre | 1.315 |

| Mineros de Guayana    | 3:1 | Monagas SC          | CTE Cachamay                 | 18 de noviembre | 12.483 |
| Real Esppor           | 3:1 | Tucanes de Amazonas | Brígido Iriarte              | 19 de noviembre | 523    |
| Llaneros de Guanare   | 2:2 | Zamora FC           | Rafael Calles Pinto          | 19 de noviembre | 2.480  |
| Yaracuyanos FC        | 0:2 | ACD Lara            | Florentino Oropeza           | 20 de noviembre | 6.362  |
| Caracas FC            | 1:4 | Deportivo Petare    | Olímpico de la UCV           | 20 de noviembre | 13.288 |
| Carabobo FC           | 1:1 | Aragua FC           | Polideportivo Misael Delgado | 20 de noviembre | 4.444  |
| Trujillanos FC        | 1:1 | Deportivo Táchira   | José Alberto Pérez           | 20 de noviembre | 3.252  |
| Estudiantes de Mérida | 1:0 | Atlético El Vigía   | Metropolitano de Mérida      | 20 de noviembre | 2.271  |
| Deportivo Anzoátegui  | 3:2 | Zulia FC            | José Antonio Anzoátegui      | 20 de noviembre | 855    |

| Aragua FC           | 1:1 | Real Esppor           | Giuseppe Antonelli            | 25 de noviembre | 990    |
| Monagas SC          | 2:0 | Carabobo FC           | Monumental de Maturín         | 26 de noviembre | 810    |
| Deportivo Petare    | 0:0 | Llaneros de Guanare   | Olímpico de la UCV            | 27 de noviembre | 3.223  |
| Zamora FC           | 1:2 | Mineros de Guayana    | Agustín Tovar                 | 27 de noviembre | 5.542  |
| ACD Lara            | 0:0 | Caracas FC            | Metropolitano de Cabudare     | 27 de noviembre | 43.159 |
| Zulia FC            | 2:0 | Yaracuyanos FC        | José Encarnación Romero       | 27 de noviembre | 1.097  |
| Deportivo Táchira   | 0:2 | Deportivo Anzoátegui  | Polideportivo de Pueblo Nuevo | 27 de noviembre | 2.820  |
| Atlético El Vigía   | 0:2 | Trujillanos FC        | Ramón Hernández               | 27 de noviembre | 1.359  |
| Tucanes de Amazonas | 5:1 | Estudiantes de Mérida | Antonio José de Sucre         | 27 de noviembre | 7.300  |

| Carabobo FC           | 0:0 | Zamora FC           | Florentino Oropeza      | 3 de diciembre | A Puerta Cerrada |
| Llaneros de Guanare   | 1:2 | ACD Lara            | Rafael Calles Pinto     | 4 de diciembre | 4.330            |
| Caracas FC            | 2:1 | Zulia FC            | Olímpico de la UCV      | 4 de diciembre | 9.885            |
| Yaracuyanos FC        | 2:0 | Deportivo Táchira   | Florentino Oropeza      | 4 de diciembre | 4.222            |
| Deportivo Anzoátegui  | 2:1 | Atlético El Vigía   | José Antonio Anzoátegui | 4 de diciembre | 553              |
| Trujillanos FC        | 2:0 | Tucanes de Amazonas | José Alberto Pérez      | 4 de diciembre | 516              |
| Estudiantes de Mérida | 1:1 | Aragua FC           | Metropolitano de Mérida | 4 de diciembre | 807              |
| Mineros de Guayana    | 0:1 | Deportivo Petare    | CTE Cachamay            | 4 de diciembre | 19.242           |
| Real Esppor           | 2:0 | Monagas SC          | Brígido Iriarte         | 5 de diciembre | 367              |

| Atlético El Vigía   | 1:1 | Yaracuyanos FC        | Ramón Hernández               | 11 de diciembre | 421              |
| Tucanes de Amazonas | 0:1 | Deportivo Anzoátegui  | Antonio José de Sucre         | 11 de diciembre | 8.450            |
| ACD Lara            | 5:1 | Mineros de Guayana    | Metropolitano de Cabudare     | 11 de diciembre | 30.757           |
| Deportivo Petare    | 2:1 | Carabobo FC           | Olímpico de la UCV            | 11 de diciembre | 2.223            |
| Monagas SC          | 3:2 | Estudiantes de Mérida | Monumental de Maturín         | 11 de diciembre | 944              |
| Zulia FC            | 3:3 | Llaneros de Guanare   | José Encarnación Romero       | 11 de diciembre | 738              |
| Deportivo Táchira   | 2:1 | Caracas FC            | Polideportivo de Pueblo Nuevo | 11 de diciembre | 11.040           |
| Aragua FC           | 2:0 | Trujillanos FC        | Giuseppe Antonelli            | 11 de diciembre | 847              |
| Zamora FC           | 4:0 | Real Esppor           | José Antonio Páez             | 11 de diciembre | A Puerta Cerrada |

| Carabobo FC           | 2:3 | ACD Lara            | Rafael Calles Pinto     | 17 de diciembre | 221   |
| Real Esppor           | 0:3 | Deportivo Petare    | Brígido Iriarte         | 17 de diciembre | 1.046 |
| Mineros de Guayana    | 0:2 | Zulia FC            | CTE Cachamay            | 17 de diciembre | 3.583 |
| Llaneros de Guanare   | 3:0 | Deportivo Táchira   | Rafael Calles Pinto     | 18 de diciembre | 1.920 |
| Caracas FC            | 2:1 | Atlético El Vigía   | Olímpico de la UCV      | 18 de diciembre | 8.527 |
| Yaracuyanos FC        | 2:3 | Tucanes de Amazonas | Florentino Oropeza      | 18 de diciembre | 2.381 |
| Trujillanos FC        | 2:0 | Monagas SC          | José Alberto Pérez      | 18 de diciembre | 174   |
| Estudiantes de Mérida | 1:1 | Zamora FC           | Metropolitano de Mérida | 18 de diciembre | 964   |
| Deportivo Anzoátegui  | 0:1 | Aragua FC           | José Antonio Anzoátegui | 18 de diciembre | 1.825 |

## Goleadores
| Jugador              | Jugador               | Goles | Equipo              |
| -------------------- | --------------------- | ----- | ------------------- |
| Bandera de Venezuela | Richard Blanco        | 13    | Deportivo Petare    |
| Bandera de Venezuela | Rafael Castellín      | 11    | Deportivo Lara      |
| Bandera de Venezuela | Fernando Aristeguieta | 8     | Caracas             |
| Bandera de Venezuela | Alexander Rondón      | 7     | Aragua              |
| Bandera de Venezuela | Edder Farías          | 7     | Monagas             |
| Bandera de Venezuela | Edgar Pérez Greco     | 7     | Deportivo Lara      |
| Bandera de Venezuela | Heiber Díaz           | 7     | Carabobo            |
| Bandera de Colombia  | Víctor Rentería       | 7     | Tucanes de Amazonas |